# 119 (число)
Вижте пояснителната страница за други значения на 119.
119 (сто и деветнадесет) е естествено, цяло число, следващо 118 и предхождащо 120.
Сто и деветнадесет с арабски цифри се записва „119“, а с римски цифри – „CXIX“. Числото 119 е съставено от три цифри от позиционните бройни системи – 1 (едно), 9 (девет).

## Общи сведения
- 119 е нечетно число.
- 119 е атомният номер на елемента унуненниумий.
- 119-ият ден от годината е 29 април.
- 119 е година от Новата ера.